# Erika Martínez
Erika Martínez (Jaén, 1979) es una poeta española residente en Granada. Es doctora en Filología Hispánica y licenciada en Teoría de la Literatura por la Universidad de Granada.
Su primer libro de poemas, Color carne (Ed. Pre-Textos, 2009), fue galardonado con el Premio de Poesía Joven Radio Nacional de España. Su segundo libro de poemas, El falso techo (Pre-Textos, 2013), fue finalista del premio Quimera y resultó seleccionado entre los cinco mejores poemarios del año por los críticos de El Cultural. También ha publicado la colección de aforismos Lenguaraz (Ed. Pre-Textos, 2011). Su último libro de poemas se titula Chocar con algo (Ed. Pre-Textos, 2017), estuvo entre los seis finalistas del II Premio Nacional de Poesía Meléndez Valdés.

## Obra

### Poesía
- Color carne (Valencia, Ed. Pre-Textos, 2009).  72 págs. ISBN 978-84-8191-956-1
- Lenguaraz (Valencia, Ed. Pre-Textos, 2011). 84 págs. ISBN 978-84-15297-16-1
- El falso techo (Valencia, Ed. Pre-Textos, 2013). 68 páginas. ISBN 978-84-15576-71-6
- Chocar con algo (Valencia, Ed. Pre-Textos, 2017). 88 páginas, ISBN 978-84-16906-36-9
- La bestia ideal (Valencia, Ed. Pre-Textos, 2022). 83 páginas, ISBN 978-84-18935-62-6

### Inclusiones en antologías
- Pensar por lo breve. Aforística española de entresiglos. Antología (1980-2012), de José Ramón González, (Trea, 2013). 344 páginas, ISBN 978-84-9704-711-1
- L'aforisma in Spagna. Tredici scrittori di aforismi contemporanei, de Fabrizio Caramagna (Turín: Genesi Editrice, 2014). 128 páginas, ISBN 978-88-7414-427-3
- El canon abierto. Última poesía en español (1970-1985), de Remedios Sánchez García y Anthony L. Geist (Madrid: Visor, 2015). 498 páginas, ISBN 978-84-9895-908-6
- Todo es poesía en Granada. Panorama poético (2000-2015), de José Martín de Vayas (Granada: Esdrújula Ediciones, 2015. ISBN 978-84-16485-14-7.
- Bajo el signo de Atenea: diez aforistas de hoy, de Manuel Neila (Sevilla: Renacimiento, 2017). 248 páginas, ISBN 978-84-1698-148-9
- Centros de gravedad. Poesía española en el siglo XXI (Una antología), de José Andújar Almansa (Valencia, Ed. Pre-Textos, 2018). 301 páginas, ISBN 978-84-17143-57-2